# Sphenomorphus schlegeli
Espèce
Synonymes
- Homolepida schlegeli Dunn, 1927
- Sphenomorphus oxycephalus Darevsky, 1964

Sphenomorphus schlegeli est une espèce de sauriens de la famille des Scincidae.

## Répartition
Cette espèce est endémique de l'île de Komodo en Indonésie.

## Étymologie
Cette espèce est nommée en l'honneur d'Hermann Schlegel.

## Publication originale
- Dunn, 1927 : Results of the Douglas Burden expedition to the island of Komodo. 3. Lizards from the East Indies. American Museum Novitates, no 288, p. 1-13 (texte intégral).